# Michael Charles Barber
Michael Charles Barber (Salt Lake City, 13 luglio 1954) è un vescovo cattolico statunitense, dal 3 maggio 2013 vescovo di Oakland.

## Biografia
Michael Charles Barber è nato a Salt Lake City, Utah, il 13 luglio 1954 da Adlai e Dolores Barber.

### Formazione e ministero sacerdotale
Ha frequentato la Saint Pius X Preparatory School a Galt e nel 1973 è entrato nella Compagnia di Gesù. Nel 1978 ha ottenuto il Bachelor of Arts in filosofia e storia presso l'Università Gonzaga a Spokane. Dal 1982 al 1985 ha studiato teologia al Regis College dell'Università di Toronto.
L'8 giugno 1985 è stato ordinato presbitero. In seguito è stato missionario ad Apia, nelle Samoa, dal 1985 al 1987. Nel 1987 è stato inviato a Roma per studi. Nel 1989 ha conseguito la licenza in teologia dogmatica presso la Pontificia Università Gregoriana. Ha poi prestato servizio come professore associato alla Pontificia Università Gregoriana dal 1990 al 1991; tutor e cappellano presso l'Università di Oxford ed economo della comunità gesuita a Campion Hall dal 1992 al 1998; direttore della School of Pastoral Leadership dell'arcidiocesi di San Francisco con residenza presso la parrocchia di Sant'Agnese e poi presso il Saint Ignatius College a San Francisco dal 1998 al 2001; professore e padre spirituale presso il seminario "San Patrizio" a Menlo Park dal 2002 al 2010 e direttore della formazione spirituale presso il seminario "San Giovanni" a Brighton dal 2010 al 2013. Dal 1991 è stato anche cappellano militare della Marina Militare statunitense ottenendo il rango di capitano. Ha emesso i voti definitivi nel 2005.

### Ministero episcopale
Il 3 maggio 2013 papa Francesco lo ha nominato vescovo di Oakland. Ha ricevuto l'ordinazione episcopale il 25 dello stesso mese dall'arcivescovo metropolita di San Francisco Salvatore Joseph Cordileone, co-consacranti il vescovo emerito di Yakima Carlos Arthur Sevilla e il vescovo di San Jose in California Thomas Anthony Daly. Durante la stessa celebrazione ha preso possesso della diocesi.
Nel 2014 è stato criticato per le sue tendenze conservatrici e per il fatto che avesse ordinato la sostituzione di due sacerdoti, uno dei quali si identifica pubblicamente come gay pur rimanendo celibe.
Nel gennaio del 2020 ha compiuto la visita ad limina.
Oltre all'inglese, conosce l'italiano, il francese, il samoano, lo spagnolo e il latino.

## Genealogia episcopale
La genealogia episcopale è:
- Cardinale Scipione Rebiba
- Cardinale Giulio Antonio Santori
- Cardinale Girolamo Bernerio, O.P.
- Arcivescovo Galeazzo Sanvitale
- Cardinale Ludovico Ludovisi
- Cardinale Luigi Caetani
- Cardinale Ulderico Carpegna
- Cardinale Paluzzo Paluzzi Altieri Degli Albertoni
- Papa Benedetto XIII
- Papa Benedetto XIV
- Cardinale Enrique Enríquez
- Arcivescovo Manuel Quintano Bonifaz
- Cardinale Buenaventura Córdoba Espinosa de la Cerda
- Cardinale Giuseppe Maria Doria Pamphilj
- Papa Pio VIII
- Papa Pio IX
- Cardinale Alessandro Franchi
- Cardinale Giovanni Simeoni
- Cardinale Antonio Agliardi
- Cardinale Basilio Pompilj
- Cardinale Adeodato Piazza, O.C.D.
- Cardinale Luigi Raimondi
- Arcivescovo John Robert Roach
- Vescovo Robert Henry Brom
- Arcivescovo Salvatore Joseph Cordileone
- Vescovo Michael Charles Barber, S.I.